# 4 Pułk Dragonów (Cesarstwo Niemieckie)
4 pułk dragonów im. von Bredowa (1 Śląski) (niem. Dragoner-Regiment „von Bredow“ (1. Schlesisches) Nr. 4)  – pułk kawalerii niemieckiej okresu Cesarstwa Niemieckiego.

## Charakterystyka

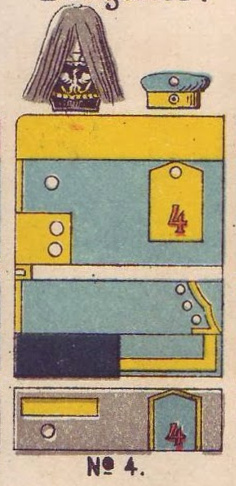
Barwy pułku

Pułk został sformowany 7 marca 1815. Stacjonował w Lubinie . Wchodził w skład VI Korpusu Armijnego .

 Wiosną 1914 był w strukturze 9 Brygady Kawalerii z 9 Dywizji Piechoty.